# Villa l'Artaude
Villa l'Artaude, también llamada Villa Mandrot, es una casa sencilla con muros de piedra sin pulir construida por Le Corbusier en 1930 en el camino de l'Artaude en Pradet (al este de Tolón, en el departamento de Var) para Hélène de Mandrot. Ha sido clasificado como monumento histórico en 1987 y galardonado como "patrimonio del siglo XX" por el Ministerio de Cultura francés. 

## Historia
El primer congreso internacional de arquitectura moderna se celebra en 1928 en el castillo de La Sarraz en Suiza, propiedad de la condesa de Hélène de Mandrot, una rica mecenas. Ella se encontró allí por primera vez con Le Corbusier y, en el verano de 1929, le pidió que le diseñara una pequeña casa de vacaciones: "(...) No quiero gastar mucho dinero en ella, algo así como la de su madre con dos habitaciones para alquilar, cuatro camas más y un jardín". 
Le Corbusier construyó una casa en forma de L con el piso de cemento reforzado soportado por mampostería de piedra vista formando un caballete hecho por un contratista local en un opus uncertum que le da a la villa un aspecto mediterráneo que la distingue de las otras obras del arquitecto. Las paredes de vidrio completan el conjunto. La villa está compuesta por 6 módulos de cuatro por cuatro metros. Un edificio aislado forma un pabellón de invitados. El conjunto está protegido por un muro cortavientos. La villa se abre hacia el sur con una terraza jardín, cerrada por 3 lados y con vistas a la pendiente del terreno. Al norte, la fachada en dos niveles es lisa, revelando parte del sótano. 
El jardín fue decorado con dos esculturas de Jacques Lipchitz: Le Chant des vocales (1931) y Le Nu couché avec guitare (Desnudo con guitarra) (1928). 
La condesa de Mandrot se mudó allí en julio de 1931. Comienza de inmediato una reforma para hacer la casa habitable: impermeabilización, enlucido de paredes, instalación de persianas, etc., que alteran ligeramente el diseño original.
Hoy la villa es de propiedad privada. Ha sido clasificado como monumento histórico el 29 de diciembre de 1987.